# Dangshun (sockenhuvudort i Kina, Qinghai Sheng, lat 35,85, long 102,03)
Dangshun (kinesiska: 当顺) är en sockenhuvudort i Kina. Den ligger i provinsen Qinghai, i den nordvästra delen av landet, omkring 90 kilometer söder om provinshuvudstaden Xining. Antalet invånare är 1 878. Befolkningen består av 962 kvinnor och 916 män. Barn under 15 år utgör 23,0 %, vuxna 15-64 år 68 %, och äldre över 65 år 8,0 %.
Runt Dangshun är det ganska glesbefolkat, med 25 invånare per kvadratkilometer. Närmaste större samhälle är Magitang, 10,2 km norr om Dangshun. Trakten runt Dangshun består i huvudsak av gräsmarker.
Genomsnittlig årsnederbörd är 574 millimeter. Den regnigaste månaden är juli, med i genomsnitt 144 mm nederbörd, och den torraste är december, med 2 mm nederbörd.